# Air Indus
Air Indus (Urdu ایئر انڈس) war eine pakistanische Fluggesellschaft mit Sitz in Karatschi und Basis auf dem Karachi/Jinnah International Airport.

## Geschichte
Air Indus wurde 2010 gegründet. Im Juli 2015 untersagte die Pakistan Civil Aviation Authority (PCAA) der Gesellschaft aufgrund schwerer Sicherheitsmängel den weiteren Flugbetrieb.

## Flugziele
Air Indus flog von Karatschi zahlreiche Ziele innerhalb Pakistans an.

## Flotte
Bei Einstellung des Betriebes bestand die Flotte aus drei Boeing 737-300, wovon zwei schon außer Betrieb waren.